# Космач (ґміна)
Ґміна Космач — адміністративна субодиниця Коломийського повіту Станіславського воєводства та у Крайсгауптманшафті Коломия Дистрикту Галичина Третього Райху. Ґміна збережена 1 серпня 1934 року згідно з розпорядженням Міністерства внутрішніх справ РП від 26 липня 1934 за підписом міністра Мар'яна Зиндрама-Косьцялковського під час адміністративної реформи, внаслідок чого село Космач зберегло статус самоврядної громади. 
У 1934 р. територія ґміни становила 86,48 км². Населення ґміни станом на 1931 рік становило 4 745 осіб. Налічувалось 1 201 житловий будинок.
Ґміна ліквідована в 1940 р. у зв’язку з утворенням Яблунівського району.
Гміна (волость) була відновлена на час німецької окупації з липня 1941 р. до березня 1944 р. 
На 1.03.1943 населення ґміни становило 4 813 осіб..
Після зайняття території ґміни Червоною армією в 1944 р. ґміну ліквідовано і відновлений Яблунівський район.